# 甘傑羅維齊亞
48°24′1″N 22°52′43″E / 48.40028°N 22.87861°E
甘傑羅維齊亞（烏克蘭語：Гандеровиця），是烏克蘭的村落，位於該國西部外喀爾巴阡州，由穆卡切沃區負責管轄，面積0.59平方公里，海拔高度189米，2001年人口284，人口密度每平方公里483.82人。